# Municipio de Santa Isabel
El Municipio de Santa Isabel es uno de los 67 municipios en que se divide el estado mexicano de Chihuahua. Su cabecera es el pueblo Santa Isabel; el municipio y su cabecera recibieron con anterioridad el nombre de General Trías.

## Demografía
Según el Conteo de Población y Vivienda de 2020 realizado por el Instituto Nacional de Estadística y Geografía, la población del municipio de Santa Isabel es de 3 791 habitantes, de los cuales 49.2% son hombres y 50.8% son mujeres.

### Localidades
En el censo de 2020 el municipio de Santa Isabel contaba con 42 localidades.
| Código INEGI      | Localidad         | Población (2020) |
| ----------------- | ----------------- | ---------------- |
| 080240001         | Santa Isabel      | 1 723            |
| Otras localidades | Otras localidades | 2 068            |
| Total municipal   | Total municipal   | 3 791            |

## Política

### Representación legislativa
Para la elección de Diputados al Congreso de Chihuahua y al Congreso de la Unión, el municipio de Santa Isabel se encuentra integrado de la siguiente manera:
Local:
- Distrito electoral local 21 de Chihuahua con cabecera en Hidalgo del Parral.

Federal
- IX Distrito Electoral Federal de Chihuahua con cabecera en Hidalgo del Parral.[7]

### Presidentes Municipales
- (1937): Jesús Salcido[8]
- (1986 - 1989): Ernesto Salcido Granados
- (1989 - 1992): Omelia Chávez Rivera
- (1992 - 1995): Francisco Chávez López
- (1995 - 1998): Alejandro Cortinas Flores
- (1998 - 2001): Alfredo Castillo Magallanes
- (2001 - 2004): Mario Vázquez Robles
- (2004 - 2007): Tomás Granillo Jáquez
- (2007 - 2010): Jesús Raymundo Sandoval Chavira
- (2010 - 2013): Dulces Nombres Chávez Balderrama
- (2013 - 2016): Gaspar Armendáriz Granillo
- (2016 - 2018): Fernando Ortega Balderrama
- (2018 - 2021): Fernando Ortega Balderrama
- (2021 - ): Fernando Jácquez